# Campeonato Catarinense de Futebol de 2015 - Série B
A Série B do Campeonato Catarinense de Futebol de 2015 foi a 29ª edição do segundo nível do futebol catarinense. Realizada e organizada pela Federação Catarinense de Futebol, a competição foi disputada por dez clubes entre os dias 13 de junho e 30 de agosto.
O Brusque e o Camboriú fizeram a final da competição. Após duas vitórias do time da Cidade dos Tecidos, 1 a 0 no jogo de ida fora de casa e 2 a 0 na volta em casa, o mesmo se sagrou o campeão da Série B de 2015.

## Equipes Participantes
| Equipe                               | Município      | Em 2014       | Estádio                            | Capacidade | Títulos     |
| ------------------------------------ | -------------- | ------------- | ---------------------------------- | ---------- | ----------- |
| Atlético Tubarão                     | Tubarão        | 5º            | Estádio Domingos Silveira Gonzales | 2.000      | ---         |
| Blumenau                             | Blumenau       | 6º            | Complexo Esportivo Bernardo Werner | 3.624      | 1987        |
| Brusque                              | Brusque        | 9º (Série A)  | Augusto Bauer                      | 5.000      | 1997 e 2008 |
| Camboriú                             | Camboriú       | 3º            | Robertão                           | 3.300      | 2011        |
| Canoinhas (*Atual Operário de Mafra) | Mafra          | 9º            | Estádio Alfredo Herbst             | 2.500      | ---         |
| Concórdia                            | Concórdia      | 4º            | Domingos Machado de Lima           | 3.161      | 1991        |
| Hercílio Luz                         | Tubarão        | 7º            | Aníbal Costa                       | 3.570      | ---         |
| Juventus                             | Jaraguá do Sul | 10º (Série A) | João Marcatto                      | 5.270      | ---         |
| Juventus                             | Seara          | 1º (Série C)  | Victório Pierozan                  | 1.500      | ---         |
| Porto                                | Porto União    | 8º            | Municipal Antiocho Pereira         | 1.100      | ---         |

* O Canoinhas mudou de nome para Operário de Mafra.

## Regulamento
O campeonato é dividido em das fases distintas:
- Fase inicial: As 10 equipes jogam entre si em turno e returno. Os dois clube que apresentarem a melhor campanha na primeira fase disputarão o Catarinense da Série A de 2016 além de estarem na final da competição. O último colocado na classificação geral será rebaixado para a série C de 2016.
- Final: Nesta fase os dois clubes jogam em partidas de ida e volta e aquele que apresentar mais pontos na fase final, levando-se em consideração o saldo de gols, será declarado Campeão Catarinense da Série B de 2015, se houver empate de pontos e gols, o segundo jogo terá uma prorrogação de 30 minutos com o placar zerado e se esta não resolver, o mandante do segundo jogo (aquele que apresentou maior pontuação nas 3 fases anteriores) será considerado vencedor.[4]

## Primeira fase
O Blumenau perdeu 9 pontos no TJD-SC pela escalação irregular de nove atletas 
|  |                       |
|  | Classificado a final. |

|  |                             |
|  | Rebaixado a Série C de 2016 |

### Confrontos
Para ler a tabela, a linha horizontal representa os jogos da equipe como mandante. A coluna vertical indica os jogos da equipe como visitante.
Jogos do Turno estão em vermelho e os jogos do Returno estão em azul.
|                   | ATT | BLU | BRU | CAM | CON | HER | JUV | JUS | OPE | POR |
| ----------------- | --- | --- | --- | --- | --- | --- | --- | --- | --- | --- |
| Atlético Tubarão  | —   | 3–0 | 0–0 | 0–3 | 1–0 | 3–0 | 0–1 | 3–2 | 4–0 | 1–0 |
| Blumenau          | 0–3 | —   | 0–3 | 0–3 | 0–2 | 1–8 | 0–3 | 0–3 | 0–3 | 0–3 |
| Brusque           | 1–1 | 2–0 | —   | 1–1 | 4–2 | 2–0 | 1–0 | 3–0 | 0–0 | 1–1 |
| Camboriú          | 0–0 | 3–0 | 0–0 | —   | 1–0 | 2–0 | 2–0 | 2–1 | 4–1 | 7–1 |
| Concórdia         | 1–1 | 3–0 | 2–1 | 1–1 | —   | 2–1 | 0–2 | 1–0 | 1–2 | 1–1 |
| Hercílio Luz      | 1–1 | 3–0 | 1–1 | 0–0 | 2–2 | —   | 2–0 | 2–1 | 0–1 | 3–0 |
| Juventus-SC       | 0–1 | 3–0 | 0–4 | 0–2 | 3–0 | 1–1 | —   | 4–1 | 1–0 | 1–1 |
| Juventus de Seara | 1–1 | 9–0 | 0–1 | 1–0 | 0–2 | 4–3 | 3–1 | —   | 3–2 | 5–0 |
| Operário de Mafra | 0–2 | 3–0 | 0–1 | 1–0 | 1–1 | 0–2 | 1–1 | 0–2 | —   | 1–1 |
| Porto             | 1–2 | 8–0 | 1–5 | 0–0 | 0–0 | 2–2 | 1–0 | 1–1 | 2–2 | —   |

| Vitória do mandante | Vitória do visitante | Empate |

## Final
O time de melhor campanha na classificação geral tem o direito do mando de campo na segunda partida da final, além da vantagem do resultado de empate ao final dos critérios de desempate.

### Partida de ida
| 23 de agosto | Camboriú | 0 – 1  | Brusque     | Estádio Robertão, Camboriú              |
| 10:30        |          | Súmula | 68' Eydison | Público: 880 Árbitro: Jefferson Schmidt |

### Partida de volta
| 30 de agosto | Brusque          | 2 – 0  | Camboriú | Estádio Augusto Bauer, Brusque                      |
| 15:00        | Eydison 59', 71' | Súmula |          | Público: 3 688 Árbitro: Edmundo Alves do Nascimento |

## Premiações
| Campeonato Catarinense de Futebol de 2015 - Série B |
| --------------------------------------------------- |
| Brusque Campeão (3º título)                         |

### Seleção do campeonato
Pela segunda vez na história, a Federação Catarinense premia os melhores da Série B em suas determinadas posições. A escolha é feita por representantes dos clubes participantes e membros da imprensa especializada. A seleção foi formada, basicamente, por atletas dos dois clubes finalistas.
| Goleiros            | Defensores                                                                      | Meio campo                                                                                 | Atacantes                           | Treinador              |
| ------------------- | ------------------------------------------------------------------------------- | ------------------------------------------------------------------------------------------ | ----------------------------------- | ---------------------- |
| Wanderson (Brusque) | Thoni (Camboriú) Clayton (Brusque) Ianson (Atlético Tubarão) Flavinho (Brusque) | Carlos Alberto (Brusque) Mineiro (Brusque) Eliomar (Brusque) Chiquinho (Juventus de Seara) | Brasão (Camboriú) Eydison (Brusque) | Mauro Ovelha (Brusque) |

## Principais artilheiros
| Gols | Jogador      | Clube             |
| ---- | ------------ | ----------------- |
| 10   | Zé Brandão   | Juventus de Seara |
| 9    | Eydison      | Brusque           |
| 8    | Brasão       | Camboriú          |
| 8    | Marcelo      | Tubarão           |
| 7    | Kauhan       | Hercílio Luz      |
| 6    | Eraldo       | Juventus de Seara |
| 5    | Chiquinho    | Juventus de Seara |
| 5    | Michel       | Camboriú          |
| 5    | Rincón       | Operário de Mafra |
| 5    | Rodrigo Gral | Concórdia         |
| 5    | Rony         | Hercílio Luz      |

## Médias de público
Estas são as médias de público dos clubes no Campeonato. Considera-se apenas os jogos da equipe como mandante e o público pagante:
1. Brusque - 1282
2. Camboriú - 583
3. Atlético Tubarão - 564
4. Hercílio Luz - 460
5. Operário de Mafra - 332
6. Juventus - 326
7. Concórdia - 195
8. Porto - 186
9. Juventus de Seara - 167
10. Blumenau - 145

Maior público do campeonato:
| Público | Mandante | Placar | Visitante | Estádio       | Data         | Rodada |
| ------- | -------- | ------ | --------- | ------------- | ------------ | ------ |
| 3688    | Brusque  | 2 – 0  | Camboriú  | Augusto Bauer | 30 de agosto | Final  |

Atualizado em 22/09.